# 1993年の相撲
1993年の相撲（1993ねんのすもう）は、1993年の相撲関係のできごとについて述べる。

## 大相撲

### できごと
- 1月、1月場所後連続優勝した曙の横綱推挙決定。また貴ノ花の大関昇進も決定。貴ノ花は20歳5ヶ月で史上最年少大関。日本プロスポーツ大賞を貴ノ花が受賞。
  - 27日、貴ノ花と宮沢りえが婚約解消。
- 2月、二子山（元横綱若乃花）の停年に伴い藤島部屋と合併し、藤島（元大関貴ノ花）が二子山部屋を継承した。5日、春日野巡業部長を団長とする90人が香港巡業に出発、香港場所を2日行い、9日に帰国。力士会主催のチャリティーボウリング大会が開かれた。
- 3月、藤島相談役（元二子山理事長）が停年を迎え、相撲博物館の館長に就任。呼出の定員を38人から45人に増員し、行司も45人の定員に5人の臨時採用枠を設けた。
- 5月、上田英雄横綱審議委員長が辞任。
- 6月、3日に春日野巡業部長を団長とする84人がサンノゼ・ハワイ巡業に出発。6、7日にサンノゼ場所、10、11日にハワイ場所が開催され、13日に帰国。
- 7月、横審委員長に渡辺誠毅就任。7月場所後の番付編成会議で若ノ花が大関昇進。
- 9月、「協会員の肖像権に関する規定」を明文化。
- 10月、秋巡業からトレーナー制導入。

### 本場所
- 一月場所（両国国技館・10日～24日）
幕内最高優勝 : 曙太郎（13勝2敗,3回目）
十両優勝 : 蒼樹山秀樹（11勝4敗）
- 三月場所（大阪府立体育会館・14日～28日）
幕内最高優勝 : 若花田勝（14勝1敗,初）
十両優勝 : 時津洋宏典（11勝4敗）
- 五月場所（両国国技館・9日～23日）
幕内最高優勝 : 貴ノ花光司（14勝1敗,3回目）
十両優勝 : 湊富士孝行（12勝3敗）
- 七月場所（愛知県体育館・4日～18日）
幕内最高優勝 : 曙太郎（13勝2敗,4回目）
十両優勝 : 立洸熊五郎（12勝3敗）
- 九月場所（両国国技館・12日～26日）
幕内最高優勝 : 曙太郎（14勝1敗,5回目）
十両優勝 : 濱ノ嶋啓志（11勝4敗）
- 十一月場所（福岡国際センター・7日～21日）
幕内最高優勝 : 曙太郎（13勝2敗,6回目）
十両優勝 : 朝乃若武彦（11勝4敗）
- 年間最優秀力士賞（年間最多勝）：曙太郎（76勝14敗）

### 新弟子検査合格者
| 場所     | 主な合格者 | 四股名         | 最高位     | 最終場所              | 備考             |
| -------- | ---------- | -------------- | ---------- | --------------------- | ---------------- |
| 1月場所  | 尾曽武人   | 武双山正士     | 大関       | 2004年11月場所        | 幕下最下位格付出 |
| 1月場所  | 岡本篤     | 栃栄篤史       | 前頭筆頭   | 1993年1月場所         |                  |
| 1月場所  | 栗本剛     | 武哲山剛       | 十両11枚目 | 1998年7月場所         | 幕下最下位格付出 |
| 3月場所  | 木村英樹   | 北勝力英樹     | 関脇       | 2011年5月技量審査場所 |                  |
| 3月場所  | 大内信英   | 皇司信秀       | 前頭4枚目  | 2009年3月場所         | 幕下最下位格付出 |
| 3月場所  | 山田桂吾   | 琴春日桂吾     | 前頭7枚目  | 2011年1月場所         |                  |
| 3月場所  | 山田裕三   | 若兎馬裕三     | 前頭11枚目 | 2007年7月場所         |                  |
| 3月場所  | 浦崎桂助   | 琉鵬正吉       | 前頭16枚目 | 2012年5月場所         |                  |
| 3月場所  | 健博一     | 旭南海丈一郎   | 前頭16枚目 | 2011年1月場所         |                  |
| 3月場所  | 上河啓介   | 若天狼啓介     | 十両2枚目  | 2011年1月場所         |                  |
| 3月場所  | 森安篤     | 皇牙篤         | 十両6枚目  | 2007年3月場所         |                  |
| 3月場所  | 足立茂雄   | 須磨ノ富士茂雄 | 十両9枚目  | 2007年5月場所         |                  |
| 3月場所  | 白崎東洋   | 大倭東洋       | 十両12枚目 | 1996年11月場所        | 幕下最下位格付出 |
| 3月場所  | 藤原周二   | 栃不動周二     | 十両12枚目 | 2012年7月場所         |                  |
| 3月場所  | 廣瀬昌司   | 双筑波勇人     | 十両13枚目 | 2002年1月場所         |                  |
| 5月場所  |            |                |            |                       |                  |
| 7月場所  |            |                |            |                       |                  |
| 9月場所  |            |                |            |                       |                  |
| 11月場所 | 小林昭仁   | 鳥羽の山喜充   | 前頭13枚目 | 2015年1月場所         |                  |

### 引退・廃業
| 場所     | 主な引退力士 | 最高位     | 初土俵                            | 備考                   |
| -------- | ------------ | ---------- | --------------------------------- | ---------------------- |
| 1月場所  | 両国梶之助   | 小結       | 1985年3月場所（幕下最下位格付出） | 年寄「中立」襲名       |
| 1月場所  | 山錦喜章     | 十両10枚目 | 1981年3月場所                     |                        |
| 3月場所  | 常の山勝正   | 前頭12枚目 | 1980年7月場所                     |                        |
| 5月場所  | 大輝煌正人   | 前頭15枚目 | 1990年3月場所（幕下最下位格付出） | 廃業時の四股名は輝ノ海 |
| 5月場所  | 芳昇幸司     | 十両4枚目  | 1984年3月場所                     |                        |
| 5月場所  | 福之里邦男   | 十両13枚目 | 1978年7月場所                     | 若者頭就任             |
| 7月場所  |              |            |                                   |                        |
| 9月場所  | 大岳宗正     | 十両2枚目  | 1983年3月場所                     |                        |
| 9月場所  | 若闘将敏男   | 十両9枚目  | 1985年7月場所                     |                        |
| 9月場所  | 大石田謙治   | 十両13枚目 | 1977年3月場所                     |                        |
| 11月場所 |              |            |                                   |                        |

## 誕生
- 1月11日 - 千代の海明太郎（最高位：十両8枚目、所属：九重部屋）[1][2]
- 3月6日 - 玉正鳳萬平（現役力士、所属：片男波部屋）
- 4月7日 - 逸ノ城駿（最高位：関脇、所属：湊部屋）[3]
- 5月6日 - 美ノ海義久（現役力士、所属：木瀬部屋）[4]
- 5月29日 - 朝玉勢大幸（現役力士、所属：高砂部屋）[5]
- 6月27日 - 對馬洋勝満（現役力士、所属：境川部屋）[6]
- 9月22日 - 豊山亮太（最高位：前頭筆頭、所属：時津風部屋）[7]
- 10月1日 - 一山本大生（現役力士、所属：二所ノ関部屋→放駒部屋）[8]
- 10月5日 - 若元春港（現役力士、所属：荒汐部屋）[9]
- 11月10日 - 大栄翔勇人（現役力士、所属：追手風部屋）[10]

## 死去
- 1月4日 - 越後山重正（最高位：十両4枚目、所属：高砂部屋、* 1919年【大正8年】）
- 2月28日 - 玉嵐孝平（最高位：前頭4枚目、所属：二所ノ関部屋→片男波部屋、* 1941年【昭和16年】）[11]
- 3月13日 - 大戸崎祐慈朗（最高位：十両2枚目、所属：高砂部屋、* 1929年【昭和4年】）
- 7月21日 - 房錦勝比古（最高位：関脇、所属：若松部屋→西岩部屋→若松部屋、* 1936年【昭和11年】）[12]
- 8月24日 - 桐ノ花光之助（最高位：十両2枚目、所属：春日山部屋→立浪部屋、* 1897年【明治30年】）
- 9月3日 - 若瀬川泰二（最高位：小結、所属：伊勢ヶ濱部屋→荒磯部屋、* 1920年【大正9年】）[13]
- 10月2日 - 琴の郷栄一（最高位：十両11枚目、所属：佐渡ヶ嶽部屋、* 1951年【昭和26年】）

## その他
- 3月、生沼芳弘（1952年生、当時成城大学大学院）が「相撲社会の研究」で博士（文学）の学位を取得した。
- 10月9日、TBS系列「オールスター感謝祭」番組内企画として、著名人による相撲大会「大相撲Gスタ場所」が初放送。参加者の藤原喜明とチャック・ウィルソンの熱戦が評判を呼び、両者の対決はその後の番組名物となった。（ちなみに、両者の相撲対決は「浅草橋ヤング洋品店」の企画が先である[14]。）